# Тауксор
Тауксор (каз. Тауықсор) — упразднённое село в Камыстинском районе Костанайской области Казахстана. Входило в состав Уркашского сельского округа. Код КАТО — 394857500. Упразднено в 2014 году.

## Население
В 1999 году население села составляло 68 человек (40 мужчин и 28 женщин). По данным переписи 2009 года в селе проживало 10 человек (6 мужчин и 4 женщины).